# Río San Juan de la Posesión
El Río San Juan de la Posesión, antiguamente río Sedger, es el curso de curso de agua más importante en la península de Brunswick de la Región de Magallanes. Nace casi en el centro geográfico de la península y fluye en dirección SE mientras recibe múltiples afluentes hasta desembocar en el Estrecho de Magallanes.

## Trayecto
El río de aguas cristalinas fluye en un cauce de 10 a 20 metros de ancho por un valle cubierto parcialmente por bosques. Desde la junta de sus formativos hasta la desembocadura, el río tiene una longitud de 60 km, pero si se considera a su afluente más largo, tiene 70 km.: 613 
Por su ribera derecha de su curso superior y medio, recibe las aguas de la laguna Parrillar y otros no menos de 17 arroyos, todos de curso NE. Luego en su curso inferior, también por su ribera derecha, recibe las aguas del Río Sur, después de recorrer este último 24 km.
Su desembocadura esta unos 55 km al sur de Punta Arenas y a solo 5 km del Fuerte Bulnes. Su salida al mar está obstruida por una barra, pero puede ser franqueada por pequeños botes.

## Caudal y régimen
Los ríos Rubens, Penitente, Grande (Isla Riesco), San Juan de la Posesión y el Grande de Tierra del Fuego tienen un régimen pluvio-nival, con un peak entre abril y julio, y otro a comienzos de la primavera.: 10 

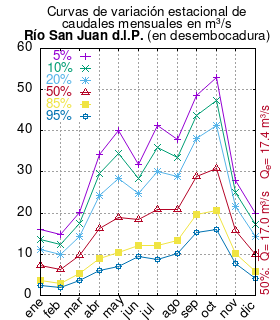
Curvas de variación estacional del río San Juan de la Posesión en la desembocadura.

El caudal del río (en un lugar fijo) varía en el tiempo, por lo que existen varias formas de representarlo. Una de ellas son las curvas de variación estacional que, tras largos periodos de mediciones, predicen estadísticamente el caudal mínimo que lleva el río con una probabilidad dada, llamada probabilidad de excedencia. La curva de color rojo ocre (con {\displaystyle {\color {Red}\vartriangle }}) muestra los caudales mensuales con probabilidad de excedencia de un 50%. Esto quiere decir que ese mes se han medido igual cantidad de caudales mayores que caudales menores a esa cantidad. Eso es la mediana (estadística), que se denota Qe, de la serie de caudales de ese mes. La media (estadística) es el promedio matemático de los caudales de ese mes y se denota {\displaystyle {\overline {Q}}}. 
Una vez calculados para cada mes, ambos valores son calculados para todo el año y pueden ser leídos en la columna vertical al lado derecho del diagrama. El significado de la probabilidad de excedencia del 5% es que, estadísticamente, el caudal es mayor solo una vez cada 20 años, el de 10% una vez cada 10 años, el de 20% una vez cada 5 años, el de 85% quince veces cada 16 años y la de 95% diecisiete veces cada 18 años. Dicho de otra forma, el 5% es el caudal de años extremadamente lluviosos, el 95% es el caudal de años extremadamente secos. De la estación de las crecidas puede deducirse si el caudal depende de las lluvias (mayo-julio) o del derretimiento de las nieves (septiembre-enero).

## Historia
Francisco Solano Asta-Buruaga y Cienfuegos escribió en 1899 en su obra Diccionario Geográfico de la República de Chile sobre el río:
San Juan de la Posesión (Río de).-—Descarga en el estrecho de Magallanes por el lado sur de la rada del puerto del Hambre. Tiene nacimiento en los montes que se levantan como á 15 kilómetros al O. de dicha bahía, teniendo un curso que no pasa de 20. Á su desembocadura es somero por los bancos de arena movibles que se forman en ella; pero al interior es hondable y podrían subirlo botes por siete ú ocho kilómetros y aún más, si no obstruyeran su cauce troncos de árboles; pues el teniente Pecket de la expedición de Narborough lo subió por unos 15 kilómetros en enero de 1671. No pasa de 14 metros de ancho, y se halla orillado por riberas cubiertas de alto y espeso arbolado. Su nombre de San Juan, con el aditamento de la Posesión, se lo dió Sarmiento de Gamboa en 1580, el cual posteriormente pretendió cambiar por el de Segars el expresado Pecket, ó de Sedger, con que lo designó más tarde el comodoro Byron.
Luis Risopatrón lo describe en su Diccionario Jeográfico de Chile: 809 
San Juan (Rio) 53° 37' 71° 00' Nace de varios chorrillos, arroyos i filtraciones de lagunas, de las faldas de los cerros de Brecknock, de la península de Brunswick, corre hácia el S E con un ancho de 10 a 20 m, en un valle de 100 m de ancho mínimo, que el bosque invade en partes i presenta hermosos pastizales en otras partes; lleva aguas cristalinas, que se deslizan mansamente por entre riberas bordeadas de robles, entre dos cadenas de cerros elevados, a cuyo pié pasa en varias ocasiones i descubre las rocas estratificadas de que son formados. Aumenta de ancho después de recibir el desahue de la laguna de El Parrillar i presenta grandes palizadas de robles secos, los que demuestran que el rio tiene considerables crecidas: corre entre arbolado mas i mas tupido, a medida que se acerca al mar i con corriente mui fuerte, encajonado entre paredes de piedras a 10 kilómetros de su desembocadura, en el estrecho de Magallanes. Ofrece un curso mui sinuoso i muchos rápidos i va encajado en un bosque casi impenetrable de altos árboles, muchos con sus raices al aire, a causa de las socavaciones, a un kilómetro de su boca, donde las riberas son planas i pantanosas; la desembocadura está obstruida por una barra que descubre en bajamar, pero que los botes pueden cruzar a media marea i remontar el rio pollinos 15 kilómetros, hasta que unos troncos de árboles caidos cierran el paso. Pone dulce el agua en la bahía Voces hasta un kilómetro de su desembocadura. 1, vii, p. 507 i 50 8 (Sarmiento de Gamboa, 11 de febrero de 1580); i XI, p. 263 i carta de Bertrand (1885); i 156; de San Juan de la Posesion en 1, vii, p. 512 (Sarmiento de Gamboa, 12 de febrero de 1580); 3, ii, p. 529; 4, p. xvi 113 (Córdoba, 1788); i 155, p. 713; San Juan de la Posesion (Sedger) en 1, xi, p. 286; San Juan o Sedger en 1, xxii, p. 258; San Juan de la Posesion, Sedger o Grave en 144 (1775); Sedger de Byron (1764) en 1, vii, p. 507 nota al pié; 3, iv, p. 536 (Alcedo, 1788); 34, i, p. 223 i 225 (Dumont D'Urville, 1840); i 165, p. 460; i Segars en 12, p. 122 (Narborough, 1671).

## Población, economía y ecología
Una investigación publicada por "Science of The Total Environment" dio a conocer que la corriente del río induce el transporte de una pluma de petróleo que emana de las cercanías hacia el estrecho de magallanes.